# Алмала (Тюльганский район)
Алмала — село в Тюльганском районе Оренбургской области, административный центр Алмалинского сельсовета.

## География
Находится на реке Алмала примерно в 25 км к север-северо-востоку от районного центра поселка Тюльган, в 120 км к северо-востоку от областного центра города Оренбург.

### Климат
| Показатель                    | Янв. | Фев. | Март | Апр. | Май | Июнь | Июль | Авг. | Сен. | Окт. | Нояб. | Дек. | Год  |
| ----------------------------- | ---- | ---- | ---- | ---- | --- | ---- | ---- | ---- | ---- | ---- | ----- | ---- | ---- |
| Средний суточный максимум, °C | −10  | −8   | −1   | 10   | 19  | 23   | 25   | 25   | 17   | 7    | 0     | −7   | 8    |
| Средняя температура, °C       | −13  | −11  | −4   | 5    | 13  | 17   | 19   | 19   | 12   | 4    | −3    | −9   | 4    |
| Средний суточный минимум, °C  | −15  | −14  | −7   | 0    | 7   | 11   | 13   | 13   | 7    | 1    | −5    | −11  | 0    |
| Норма осадков, мм             | 39   | 44   | 66   | 66   | 80  | 82   | 57   | 53   | 57   | 59   | 77    | 54   | 734  |
| Средняя скорость ветра, м/с   | 4,3  | 4,3  | 5    | 4,5  | 4   | 3,7  | 3,5  | 3,7  | 4    | 4,5  | 4,8   | 4,5  | 4,23 |

## История
Село основано в 1891 году крепостными татарами, которых переселили из Казанской губернии. Они достались помещику Николаю Тимашеву в качестве приданого его жены, дочери крупного татарского землевладельца .

## Население
| 2010 |
| ---- |
| 279  |

Население составляло 404 человек в 2002 году (русские 72 %).